# Maariv (office)
Pour les articles homonymes, voir Maariv.
Ne doit pas être confondu avec le journal du soir du même nom : Maariv (journal)

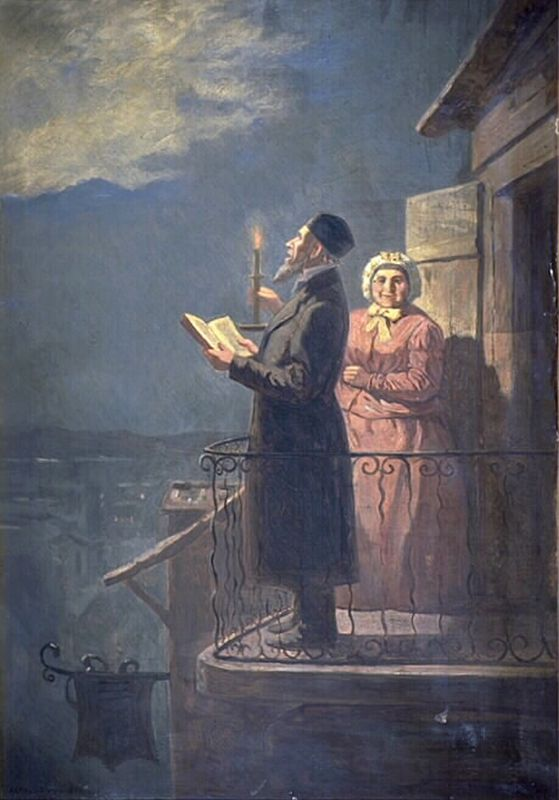
Prière du soir, A. Levy, 1883.

L'office religieux de ʿArviṯ (hébreu : תפילת-מעריב Tefillaṯ-Maʿariv ou ערבית ʿArviṯ) est la prière du soir que chaque juif doit faire.

## Caractéristiques
On prie ʿArviṯ à partir du crépuscule jusqu'à, à priori, la moitié de la nuit. Lors des jours fériés, on commence ʿarviṯ au coucher du soleil et à la fin du jour ferié à la sortie des premières étoiles.
Cet office est composé de plusieurs parties :
- Lecture de verset des psaumes voire de psaumes entiers dans certaines communautés ainsi qu'aux jours de Hol hamoëd ;
- Shema Israël précédé et suivi de deux bénédictions (Hamaariv aravim et Ahavat olam avant, et Emet véémouna et hachkivénou après) ;
- La Amidah ou Shemoneh Esrei ;
- Lecture du Psaume 121 (pas dans toutes les communautés) ;
- Alenou lechabeah.

## Liens
- Notice dans un dictionnaire ou une encyclopédie généraliste :   - Britannica
- Notices d'autorité :   - Israël